# آرچیب
آرچیب (انگلیسی: Archib) یک روستا در روسیه است که در چارادا از توابع داغستان واقع شده است.